# بيتر لويد (صحفي)
بيتر لويد (بالإنجليزية: Peter Lloyd)‏ هو صحفي أسترالي، ولد في 1966.